# Fissidens wilsonii
Fissidens wilsonii là một loài Rêu trong họ Fissidentaceae. Loài này được (Müll. Hal.) Mont. ex Paris mô tả khoa học đầu tiên năm 1896.